# Batman: Knightfall
Batman: Knightfall è un arco narrativo a fumetti di Batman, pubblicata dalla DC Comics tra il 1993 e il 1995. L'arco descrive come il criminale Bane liberi i reclusi dell'Arkham Asylum e spezzi la schiena a Batman; Bruce Wayne cede il suo ruolo a Jean Paul Valley, che impazzisce, ed in seguito Wayne, ristabilitosi, cerca poi di riprendersi il mantello.
Le storie sono state pubblicate in originale principalmente sulle testate Batman e Detective Comics, mentre in Italia su Batman Edizioni Glenat n. 48-49 e 51-52 (i primi otto capitoli), su Batman Saga, 24 albi editi da PlayPress e su Batman la leggenda dal volume 52 al 60.

## Trama

### Knightfall
- Albi: Batman n. 491-500, Detective Comics n. 659-666, Showcase '93 n. 7-8, Shadow of the Bat n. 16-18

Bane organizza la fuga di tutti i criminali presenti ad Arkham, e Batman non riesce ad impedirla. Da allora, crescono enormemente rapine e vittime in città, con la polizia nel caos. L'Uomo Pipistrello si occupa del Cappellaio Matto, che ha organizzato un party ed è conscio che qualcuno li abbia fatti evadere. Preso il controllo della mente del criminale Film Freak, lo incarica di eliminare uno scagnozzo di Bane. Mentre Batman e Robin catturano Tatch, Bane massacra Film Freak.
Dopo Tatch, Batman cattura Amygdala, il quale aveva accompagnato il Ventriloquo, privo di Scarface, a cercare un pupazzo. Si reca poi in un college femminile, dove cattura Zsasz. Robin intanto segue Bird, scagnozzo di Bane, ma quest'ultimo lo individua, e decide di usarlo come esca per Batman; lo porta nelle fogne, ma lì giunge Killer Croc, infuriato con il criminale poiché lo aveva pestato e spezzato le braccia. Anche questa volta Bane ha la meglio, mentre Robin riesce a dileguarsi. Il Joker si allea con Cornelius Stirk, il quale viene subito neutralizzato dall'uomo pipistrello. Joker si allea allora con Spaventapasseri, ed i due terrorizzano e rapiscono il Sindaco Krol, e lo costringono ad assoldare Firefly, che inizia a dare fuoco alla città. Bruce è stremato, ma deve comunque recarsi ad una festa di beneficenza, nella quale irrompe Poison Ivy, che immobilizza tutti con delle spore di belladonna. Batman la neutralizza, ed in seguito trova e cattura anche Firefly. Mentre Robin cattura l'Enigmista in uno studio televisivo, Batman salva poi Bullock dalla bomba messa nella casa di Krol, e dopo averlo rintracciato, lo salva. Sconfitti gli scagnozzi di Bane, torna a casa, e trova quest'ultimo a Wayne Manor. I due iniziano una furiosa lotta, che devasta la casa e la Batcaverna, e che termina con Bane che umilia Batman, sconfiggendolo in duello e spezzandogli la schiena; dopodiché, inerme e schiantato, lo scaraventa tra la folla di Gotham.
Alfred, Tim e Jean Paul lo recuperano e lo curano alla caverna. Dopo il coma, Bruce si risveglia, e si ritrova con la schiena spezzata. Viene chiamata la dottoressa Shondra Kinsolving, la quale non abbocca alla scusa di un incidente d'auto, ma accetta comunque di curarlo.
La prognosi è spietata: Wayne rimarrà paralizzato; Bruce allora chiede a Tim di dare il suo costume a Jean Paul, poiché la città ha bisogno di un Batman. Jean Paul appare però troppo aggressivo e presuntuoso e, quando Bruce e Alfred partono (poiché il padre di Tim, Jack Drake, è stato rapito e portato a Santa Prisca) diventa ossessionato dalla lotta ai criminali, che vuole distruggere, a causa del "Sistema", una suggestione ipnotica che gli fa avere delle visioni di St. Dumas, cavaliere dell'ordine dei templari, che lo rende più forte e spietato.
Bane intanto forgia una temibile organizzazione criminale, e prima assolda Catwoman, poi cerca di ucciderla. I suoi scagnozzi, in cella, evadono e lo raggiungono; in realtà, la loro fuga era stata orchestrata da Jean Paul, in modo da poter trovare Bane: dopo una dura lotta, però, il criminale gli sfugge.
Jean Paul decide di migliorare il suo costume, rendendolo più tecnologico e letale, dotato di una robusta corazza e di letali artigli metallici.

### Knightquest

#### The Crusade
- Albi: Detective Comics n. 667-675, Robin n. 1, 7, Batman 501-508, Catwoman n. 6-7, Shadow of the Bat n. 19-28

Batman/Jean Paul continua ad aumentare le armi nel suo costume, mentre ha più spesso visioni dei suoi avi, il tutto causato dal condizionamento del "Sistema". Affronta prima due gemelli pistoleri, poi il sicario Mekros, che non riuscendo a catturare, gli instilla il dubbio che a fine missione, anziché ricompensarlo, i suoi mandanti lo avrebbero eliminato. Fermato Mekros, si trova di fronte il Riscossore, sicario pagato dal mafioso Buto per eliminare i due fratelli traditori Big Mike e Johnny Mahon. Per una casualità, il secondo si ritrova nello stesso magazzino in cui Jean Paul si sta riposando, ma quest'ultimo lo neutralizza. All'arrivo del Riscossore, Johnny rivela di essere stato pestato da Batman, ed il sicario decide di rivalersi sull'uomo pipistrello, finendo però sconfitto e sfregiato. Mister Freeze risorge dalle acque, dove era rimasto ibernato, ma viene fermato da Batman e da Montoya.
Quando il Xyklon-C, un gas nervino letale, viene rubato e lui intravede Catwoman, la quale in realtà voleva impedirne l'uso, Batman/Jean Paul crede che sia una fiancheggiatrice dei terroristi, e si scontra con la ladra: lei capisce che dietro la maschera non c'è il vero Batman e, quando Jean Paul capisce le sue vere intenzioni, insieme sgominano la banda di terroristi.
Batman sgomina poi un traffico di neonati, e si trova a salvare una ragazza in difficoltà: in realtà la donna era stata ingaggiata dal Joker, che si è finto regista e ha ottenuto un contratto per girare un film su Batman, La morte di Batman, in cui il protagonista è il vero Uomo Pipistrello.
Durante lo scontro, Jean Paul è sul punto di uccidere Joker, che viene salvato dall'intervento della polizia di Gotham: Montoya, Bullock e Gordon stentano a riconoscere Batman in quella furia.
Dieci omicidi di altrettanti famigliari mettono Batman/Jean Paul sulle tracce di Arnold Etchinson, detto Carnaio. Il serial killer cerca di rapire il nipote Graham mentre questi partecipa ad una gita con degli orfani. Batman/Jean Paul sventa il rapimento e salva i bambini, ma non riesce a catturarlo; ciò gli provoca un forte rimorso, che lo porta a rimproverare sé stesso, ammettendo che Wayne non se lo sarebbe lasciato sfuggire.
Nel frattempo, aiutato dal vigilante dilettante Joe Public, recupera l'evaso Uomo Corrosivo.
Lo zio Henry mette una taglia su Carnaio, poiché perderebbe i fondi a lui intestati se venisse ucciso. Batman/Jean Paul si allea con il sicario Ballistic, mentre Carnaio ricatta, tenendo in ostaggio loro figlio, Preston Payne e Lady Clay ordinandogli di rapire e portargli Graham; Quando Batman/Jean Paul trova Carnaio in una fonderia, aggrappato sull'orlo di un bacino incandescente, il "Sistema" mette in crisi Jean Paul, che nel dubbio se ucciderlo o catturarlo, lo lascia cadere e morire.

#### The Search
- Albi: Justice League Task Force n. 5-6, Shadow of the Bat n. 21-23, Legends of the Dark Knight n. 59-61, Robin n. 7

Giunto a Santa Prisca, Wayne assolda Tigre di Bronzo e Gypsy, ma i rapitori riescono a fuggire con Shondra e Drake.
Li segue allora a Londra, dove fingendosi Batman ingaggia un vigilante locale, Hood, per recuperare informazioni negli archivi del MI5 su Benedict Asp, che proprio nel frattempo sta mostrando a delle spie russe un'arma in grado di uccidere a distanza, basato sulle doti della sorellastra, la dottoressa Kingsolving: la donna ha poteri psichici che le permettono di provocare la morte e di rigenerare le ferite.
Wayne, travestito dal nobile Sir Hemingford Grey, giunge a Monkleigh Hall, castello medievale in cui è nascosto Asp. Durante una festa, mentre Asp collauda la sua macchina uccidendo il paese vicino, Wayne incontra Shondra, che però non lo riconosce, e viene portata via da Asp. Grazie all'aiuto di Hood, Bruce sgomina la sua banda, e salva il padre di Tim.
Alfred ha poi una discussione con Wayne, poiché non sopporta di vedere la sua autodistruzione, e rassegna le dimissioni. Giunto a villa Wayne, la riordina per l'ultima volta e chiede a Jean Paul di salvare Wayne, qualora servisse.
Asp intanto prova ad uccidere a distanza Sir Gray; essendo esso solo un'identità fittizia, Wayne viene colpito indirettamente e non muore, ma intuendo cosa sia successo, si traveste ancora da Gray e si fa arrestare per vandalismo, cosicché la notizia arrivi ai giornali. Visto Sir Gray ancora vivo, Asp lo fa rapire, facendolo poi portare sull'isola caraibica dove lui è nascosto con la sorella.
Gray sembra non piegarsi ad Asp, e nonostante sia costretto su una sedia a rotelle, Wayne/Gray riesce comunque a sconfiggere la guardia del corpo di Asp, al costo però di gravi ferite. Asp allora cerca di ucciderlo sparandogli ma interviene Shondra, che salva Bruce-Gray dalla grinfie del fratello: usando i suoi poteri, prima uccide Asp, e successivamente, durante una tempesta, guarisce le ferite di Bruce. Al suo risveglio, l'uomo torna finalmente a camminare, mentre Shondra, a causa di tutti gli sforzi affrontati, è regredita allo stato mentale di una bambina. Bruce, che le aveva dichiarato il suo amore, può solo garantirle la migliore assistenza possibile.
Tornato a villa Wayne, Bruce viene informato da Tim della situazione e, reputando Jean Paul indegno, decide di riprendersi il mantello che è stato imbrattato di sangue. Quando Jean Paul si presenta alla Batcaverna, i due hanno violenta discussione, durante la quale Bruce viene facilmente sconfitto: la lunga inattività ha rallentato i suoi riflessi e appannato le sue doti combattive, per questo motivo decide di allontanarsi per cominciare un intenso allenamento per riacquisire le proprie capacità, e di tornare quando sarà terminato l'addestramento.

### KnightsEnd
- Albi: Batman n. 509-510, Shadow of the Bat n. 29-30, Detective Comics n. 676-677, Legends of the Dark Knight n. 62-63, Robin n. 8, Catwoman n. 12

Bruce Wayne decide di chiedere aiuto a Sandra Woosan, alias Lady Shiva, una delle maggiori esperte di arti marziali al mondo, pregandola di fargli da sensei per tornare ad essere il formidabile combattente di un tempo; la donna accetta e lo allena severamente per settimane.
Per la prova finale, Shiva uccide un sensei di un clan di ninja con addosso la maschera di Tengu (pipistrello), che poi consegna a Bruce: i sette allievi del sensei, letali assassini, bramosi di vendetta, si mettono sulle tracce di chi indossava la maschera di Tengu. Ritenuto colpevole dell'omicidio, Bruce viene attaccato, ma, forte dell'addestramento che gli ha ridato le forze, li sconfigge tutti.
Shiva lo costringe a saldare il debito d'onore uccidendo uno dei ninja e, per essere lasciato in pace dalla donna, finge di ucciderne uno (simulando un colpo letale), come nei desideri della donna.
Bruce è ora pronto per affrontare Jean Paul: indossato il suo costume, si scontra con un Batman ormai vittima delle visioni e delle farneticazioni instillate dal "Sistema", attraverso le quali avviene un'esplosione che sembra colpire Batman, di fronte agli esterrefatti Robin e Nightwing.
Ma il vero Batman sopravvive e si ripresenta a Villa Wayne, dove Jean Paul ingaggia una dura lotta, che si prolunga fino ad arrivare ad un profondo cunicolo sotterraneo: quando la visibilità diventa minima, Jean Paul amplifica al massimo i sensori luminosi del cappuccio, e Bruce risponde aprendo un buco nel terreno che irradia il cunicolo di luce solare, accecando Jean Paul che, ormai sconfitto, vede Bruce come l'unico e solo Batman. Quest'ultimo, contento di aver sconfitto l'impostore, decide di lasciarlo andare per la sua strada.

## Conseguenze

### Figliol Prodigo
Bruce riafferma il suo legame con Tim, risolvendo la tensione causata dalla mancata accettazione di aiuto da parte sua durante la crisi iniziale alla prigione che ha dato inizio agli eventi di Knightfall. Bruce passa il manto di Batman a Dick Grayson in modo da rigenerarsi nell'attesa del suo ritorno al ruolo di Batman. Così inizia Figliol Prodigo, un riferimento a Dick Grayson in qualità di figliol prodigo di Bruce Wayne, che fu da lui adottato dopo che i suoi genitori vennero uccisi.

### Troika
Bruce finalmente ritorna a vestire i panni di Batman, con un nuovo costume potenziato in kevlar (piuttosto simile al costume del Batman dei film di Tim Burton). In questo ciclo combatte contro il Colonnello Vega, KG Beast e Dark Rider. Il titolo Troika deriva dalla parola russa che significa Triade.

## Altri media
Dennis O'Neil adattò l'intera saga in un romanzo pubblicato nel 1994 da Warner Books in edizione a copertina rigida e paperback. Bane venne in seguito inserito nella serie animata Batman. La storia venne adattata per la radio, trasmessa dal canale BBC Radio 1.